# Werther (Rhénanie-du-Nord-Westphalie)
Pour les articles homonymes, voir Werther.
Werther est une ville de Rhénanie-du-Nord-Westphalie (Allemagne), située dans l'arrondissement de Gütersloh, dans le district de Detmold, dans le Landschaftsverband de Westphalie-Lippe.
Située à la lisière de la forêt de Teutoburg, dans le district de Detmold, Werther se situe à environ 10 km de Bielefeld et à 375 km de Berlin (trajet routier).
C'est dans cette ville que fut inventée la célèbre confiserie Werther's Original.

## Évolution démographique
| Année      | 1787 | 1818 | 1852 | 1900 | 1933 | 1946 | 1961 | 1975 | 1985  | 1995  | 2007  |
| ---------- | ---- | ---- | ---- | ---- | ---- | ---- | ---- | ---- | ----- | ----- | ----- |
| Population | 1013 | 1362 | 1907 | 2002 | 2492 | 3894 | 4638 | 9893 | 10058 | 11268 | 11549 |